# Barleria randii
Barleria randii är en akantusväxtart som beskrevs av Spencer Le Marchant Moore. Barleria randii ingår i släktet Barleria och familjen akantusväxter. Inga underarter finns listade i Catalogue of Life.